# Балинт, Андраш
А́ндраш Ба́линт (венг. Bálint András; род. 26 апреля 1943, Печ, Венгрия) — венгерский актёр театра и кино.

## Биография
По окончании Академии театра и кино в Будапеште (1965) играл в Национальном театре города Печ, с 1969 — в Театре имени Мадача в Будапеште. В кино с 1965. Снимается главным образом в фильмах режиссёра Иштвана Сабо.

## Избранная фильмография
- 1965 — Пора мечтаний / Álmodozások kora (Felnőtt kamaszok) — Янчи
- 1965 — Обезглавливание святого Иоанна / Szentjános fejevétele — Трепшански
- 1966 — Отец / Apa — Бенце Тако
- 1968 — Переулок / Sikátor — Орвош
- 1969 — Светлые ветры / Fényes szelek — Андраш, еврейский парень
- 1970 — Фильм о любви / Szerelmesfilm — Янчи
- 1970 — Эстафета / Staféta — Зольтан
- 1971 — Тротта / Trotta — Франц Фердинанд Тротта
- 1972 — Шарика, дорогая / Sárika, drágám — Тибор Зайтаи
- 1972 — Пока народ ещё просит / Még kér a nép — граф Майлат
- 1973 — Лиловая акация / Lila ákác — Паль Чучински
- 1973 — Улица Тюзолто, 25 / Tüzoltó utca 25 — Андриш
- 1974 — 141 минута из Незавершённой фразы / 141 perc a befejezetlen mondatból (в советском прокате «Незавершённая фраза») — Parcen Лёринц Надь
- 1975 — Копьеносцы / Kopjások — Акош Райнаи / Жольт Райнаи
- 1976 — Отражения / Tükörképek — KISZ titkár
- 1976 — Будапештские рассказы / Budapesti mesék — Феньеш
- 1978 — С Новым годом! / BUÉK! — Дьюри Тарнок
- 1979 — Доверие / Bizalom (в советском прокате «Доверие обязывает») — эпизод
- 1981 — С днём рождения, Мэрилин! / Boldog születésnapot, Marilyn! — Кларк Гейбл
- 1981 — Чёрное солнце / Temné slunce — террорист Вудце
- 1981 — Волшебник Лала / Tündér Lala — Петер
- 1982 — Письмо к отцу / Levél apámhoz — Франц Кафка
- 1983 — Миллиард лет до конца света — Вечеровский
- 1983 — Венгерский Дракула / Hungarian Dracula
- 1984 — Полковник Редль / Oberst Redl — доктор Зонненшайн
- 1985 — Эйнштейн — Кафка
- 1989 — Гороскоп Иисуса Христа / Jézus Krisztus horoszkópja — следователь
- 1992 — Сталин / Stalin — Зиновьев
- 1994 — Секретный агент Ройс / Royce — Никалай Ромалофф
- 1995 — Гражданин Икс / Citizen X — Игнатьев

## Награды
- 1976 — Премия имени Мари Ясаи
- 2003 — Премия имени Кошута